# نوري السعيد
نوري باشا السعيد (1888 - 1958)، سياسي عراقي شغل منصب رئاسة الوزراء في المملكة العراقية 14 مرة من وزارة 23 مارس 1930 إلى وزارة 1 مايو 1958. كان نوري السعيد ولم يزل شخصية سياسية كَثُر الجدل حولها ولقد اختلفت الآراء عنه. ولقد اضطر إلى الهروب مرتين من العراق بسبب انقلابات حيكت ضده. ولد في بغداد بمحلة تبة كرد مابين محلتي الفضل والميدان وتخرج من المدرسة الحربية في إسطنبول، حيث خدم في الجيش العثماني وساهم في الثورة العربية وانضم إلى الأمير فيصل في سوريا، وبعد فشل تأسيس مملكة الأمير فيصل في سوريا على يد الجيش الفرنسي، عاد إلى العراق وساهم في تأسيس المملكة العراقية والجيش العراقي.

## شخصية السعيد

الفريق نوري السعيد

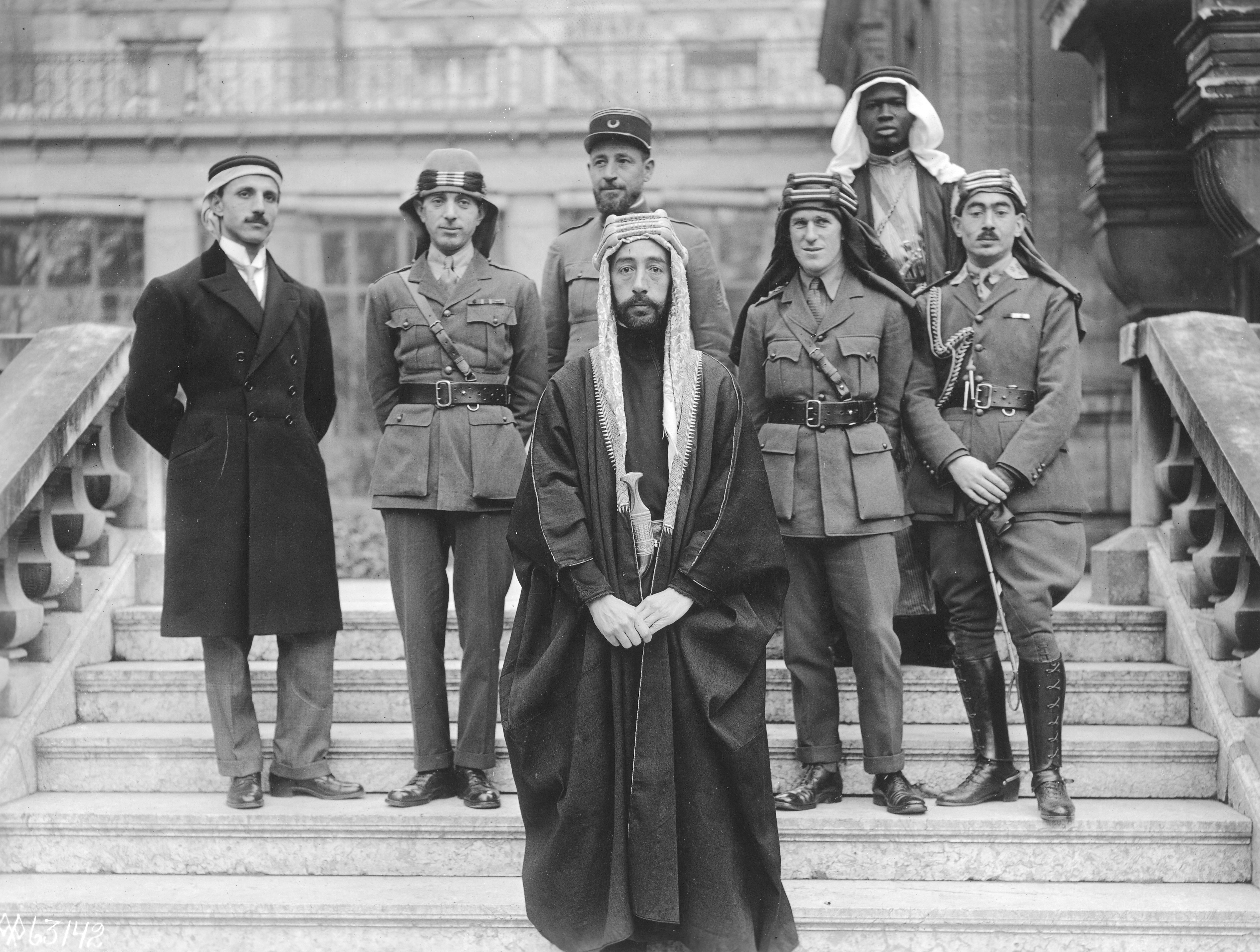
صورة جماعية لنوري السعيد (الثاني من اليسار) مع الملك فيصل الأول ولورنس العرب وآخرين

هو نوري سـعيد صالح ملا طه القَرْغولي، ولد في بغداد سنة 1888م، من عائلة موصلية الأصل من الطبقة الوسطى، حيث كان والده «سعيد أفندي» يعمل مدققاً في إحدى دوائر ولاية بغداد العثمانية، وجداه «صالح» و«ملا طه» من خطباء جامع الأحمدية، وتعلم في مدارسها العسكرية. وتخرج من المدرسة الحربية في إسطنبول سنة 1906م، ودخل مدرسة أركان الحرب فيها سنة 1911م، ولذلك كان يقال له حينئذٍ (نوري أركان)، وحضر حرب البلقان (1912-1913) وشارك في اعتناق «الفكرة العربية» أيام ظهورها في إسطنبول، وهو رجل عسكري وسياسي من قادة العراق ومن أساطين السياسة العراقية والعربية وعرّابها إبان الحكم الملكي، وكان يشغل منصب وزير ورئيس وزراء لفترات متعددة، وساهم بتأسيس عصبة الأمم وهيئة الأمم المتحدة والجامعة العربية التي كان يطمح بترأُسِهَا، ولقد كانت له ميول نحو مهادنة بريطانيا على الرغم من حسه الوطني العالي. بدأ حياته ضابطا في الجيش العثماني وشارك بمعارك القرم شمال البحر الأسود بين الجيش العثماني والجيش الروسي وبعد خسارة العثمانيين عاد وحده من القرم إلى العراق، قاطعا مسافات كبيرة ما بين السير على الأقدام أو ركوب الدواب. ولقد انتمى إلى الجمعيات السرية المنادية باستقلال العراق والعرب عن الدولة العثمانية ثم شارك في الثورة العربية الكبرى مع الشريف حسن بن علي، يشير عبد الوهاب بيك النعيمي في مراسلات تأسيس العراق بأنه قد اختير لعضوية المجلس التأسيسي للعراق عام 1920 من قبل الحكومة البريطانية في العراق برئاسة المندوب السامي السير بيرسي كوكس حيث تشير المراسلات بأن المس بيل كتبت بعد أول لقاء لها مع نوري سعيد: «إننا نقف وجهاً لوجه أمام قوة جبارة ومرنة في آن واحد، وينبغي علينا نحن البريطانيون إما أن نعمل يداً بيد معها أو نشتبك وإيّاها في صراع عنيف يصعب إحراز النصر فيه» وفي اعتقاد السفير البريطاني في بغداد بيترسون بان، أن نوري باشا ظلّ لغزاً كبيراً، لأنه بات بعد عام 1927 (وتحديدا بعد انتحار رئيس الوزراء عبد المحسن بيك السعدون) صعب الإقناع في بلد لم يتعود الإذعان لرجل أو الخضوع لسلطة وكان نوري السعيد يريد بناء العراق رغم كل الدعايات ضده من الحكومات والشعب.

## المناصب والوظائف
درس في المدرسة الإعدادية العسكرية في إسطنبول، ولقد كان نوري السعيد دبلوماسيا من الطراز الأول يتحدث الإنجليزية بطلاقة، وكان يبدو في مظهره جاداً وحازماً بل وقاسياً عند الضرورة، وحاد الطبع، وعصبي المزاج، وسريع الغضب، وهي الصفات التي لازمته طيلة حياته السياسية، حتى قيل عنه أنه كثيراً ما كان يشترك في المشاجرات والمشاحنات، لكنه إذا ما أراد الوصول إلى غاية ما أو تكريس سياسة ما، فإنه لا يثور ولا يتأثر، بل يتحمل النقد اللاذع من خصومه ويتعمد الغموض في أحاديثه ويوحي لمخاطبيه عن قصد بإشارات متناقضة أو تنطوي على تفسيرات متعددة، وبالفعل، لقد كان نوري مناوراً بصورة فريدة، يعرف كيف يستغل الظروف والمتغيرات ويكرّسها لخدمة أهدافه. بل كان ميكافيلياً بالفطرة، يؤمن بأن الغاية تبرر الوسيلة، فيجيد اختيار ساعته ويعرف كيف يقتنص الفرص الثمينة لتقوية أوراقه الرابحة، وله مبدأ خاص في الحكم عرف به وهو مبدأ «خذ وطالب».
- في 1922م، نُصّبَ نوري السعيد مديراً عاماً للشرطة، وهو أول مدير عام للشرطة العراقية.[10][11]
- تولى نوري السعيد منصب رئاسة الوزراء في العراق 14 مرة:

1. 23 مارس 1930 - 19 أكتوبر 1932.
2. 20 أكتوبر 1932 - 27 أكتوبر 1932.
3. 25 ديسمبر 1938 - 6 أبريل 1939.
4. 7 أبريل 1939 - 21 فبراير 1940.
5. 22 فبراير 1940 - 21 مارس 1940.
6. 9 أكتوبر 1941 - 8 أكتوبر 1942.
7. 9 أكتوبر 1942 - 25 ديسمبر 1943.
8. 26 ديسمبر 1943 - 3 يونيو 1944.
9. 21 نوفمبر 1946 - 11 مارس 1947.
10. 6 يناير 1949 - 10 ديسمبر 1949.
11. 15 سبتمبر 1950 - 10 يوليو 1952.
12. 2 أغسطس 1954 - 17 ديسمبر 1955.
13. 18 ديسمبر 1955 - 8 يونيو 1957.
14. 3 مارس 1958 - 13 مايو 1958.

## حياته السياسية

نوري السعيد مع الملك سعود

من أهم القرارات السياسية التي كان لنوري السعيد دورا رئيسيا فيها وخلقت ضجات عنيفة هو دوره في تشكيل حلف بغداد سنة 1954 وكذلك الاتحاد الهاشمي بين العراق والأردن عام 1958.
لقد وصف نوري السعيد بأنه رجل الغرب في العالم العربي، ولكن كانت لديه من المواقف القومية ما يعد في حسابات اليوم منتهى الراديكالية، وكان مقتنعا بأن لا بد للعراق أن يعتمد على دولة كبرى ليردع أعدائه. وهو يعتبر أحد عرّابي تأسيس الجامعة العربية حيث تنافس مع رئيس وزراء مصر الأسبق مصطفى النحاس على تزعم واستضافة الجامعة العربية في بغداد إلا أنها أقيمت في مصر.
عمل على تعريب مدينة كركوك بتوطين الموظفين العرب فيها، مستخدما أسلوب نقل الموظفين سنويا منها وإليها، فالموظفين التركمان والأكراد وقسم من العرب كانوا ينقلون سنويا إلى المحافظات الأخرى لقضاء أربعة سنوات خدمة مدنية فيها، وينقل إلى كركوك موظفين عرب ليقضوا بقية عمرهم الوظيفي والحياتي فيها.

## اتهامه بالخيانة والتآمر على فلسطين
ذكر عبد الرحمن عزام باشا في مذكراته عن اعتقاده أن نوري السعيد كان يعمل لصالح الدول الاستعمارية وجاء فيها (ص 322)
تصور نوري السعيد أن في وسعه أن يجعل من الجامعة العربية أداة يحركها في خدمة مصالح قوى الاستعمار الأجنبي في بلادنا العربية، ولكنني استطعت أن أقف لكل تحركاته بالمرصاد..
كنت أريدها جامعة عربية لكل أمة العرب وكانت الأردن تساند نوري السعيد في سياسته..
لم أهتم ما دامت بقية الدول العربية الأعضاء في الجامعة العربية تؤمن معي بأهمية توحيد كلمة الدول العربية في مواجهة مؤامرات الدول الاستعمارية..
وحاول نوري السعيد أكثر من مرة أن يحرجني وأن يدفعني إلى الاستقالة ولكنني لم أكن أهتم كثيرا لمناوراته..
وحدث عندم تأزم الموقف في فلسطين على أثر إعلان الهدنة الأولى أثناء حرب عام 1948 حاول أن يلقي بتبعة تطورات الموقف على الأمانة العامة..
وكنت أعرف بتفاصيل ما حدث عندما أمر جلوب باشا قواته بالانسحاب من اللد والرملة وتسليمها للإسرائليين..
كما كنت أعرف بتفاصيل قصة (ماكو أوامر) التي أخذ الجنود والضباط العراقيون يرددونها عندما طلب إلى القوات العراقية التي جاءت للاشتراك في الحرب التحرك لفتح جبهة جديدة في قلب الأراضي الفلسطينية..
كانت مدينتا تل أبيب وناتانيا على شاطئ البحر على مرمى مدافع هذه القوات العراقية ومع ذلك لم تصدر لها أية تعليمات بالتحرك..
وفي اجتماع اللجنة السياسية الذي هاجمني فيه نوري السعيد بعنف، لم أتمالك نفسي من الغضب فاتهمته بالتآمر على قضية فلسطين، وتنفيذ مخططات الإنجليز والصهيونية العالمية..
وحاول نوري السعيد أن يدافع عن نفسه ولكنني صرخت في وجهه وأنا أقول له
- اسكت يا نوري وإلا خرجت من هنا لأعلن أمام الجماهير حقيقة مؤامرتك على شعب فلسطين

وسكت نوري السعيد ولم يتكلم.. 

## موقفه الرسمي من فلسطين
أما بالنسبة لموقفه من فلسطين فقد ورد في الكتاب الأزرق ما يلي: “ينبغي على حكومتي أمريكا وبريطانيا أن تصدرا بيانات مؤكدة حول مستقبل الأراضي العربية التي كانت تشكل جزءا من الإمبراطورية العثمانية، وأن تقلل الدولتان من مجاهرتهما بتأييد اليهود”. كما أشار الكتاب إلى أن بريطانيا ما تزال تؤيد سياسة “إنشاء دولة يهودية مستقلة في فلسطين” على الرغم من أنها كثيرا ما أنكرت هذه السياسة. واقترح عن عصبة الأمم* أن تصدر بياناً “ترفض فيه فكرة إنشاء دولة يهودية. وقد يحتج الصهاينة على ذلك بالطبع ولكنهم سيرضون به في النهاية”.

## مصرع نوري السعيد
| حركة تموز 1958 |
| - الضباط الوطنيين - نهاية الملكية العراقية - عبد الكريم قاسم - عبد السلام عارف - محمد نجيب الربيعي - رفعت الحاج سري - ناظم الطبقجلي - العوامل غير المباشرة للحركة - خطة حركة 14 تموز 1958 - إعلان الجمهورية العراقية - حركة 8 شباط 1963 - فيصل الثاني - نوري السعيد - عبد الإله |
| |
| تحرير |

بعد سماع نوري باشا السعيد بتفاقم الأحداث المتلاحق بعد إعلان الجمهورية - فإنه لم يكن لديه الوقت الكافي للمقاومة ولا للهرب - لذا حاول الاختباء لمدة يومين كاملين تمهيدا للهرب ومقاومة النظام الجديد كما فعل عند قيام حركة رشيد عالي الكيلاني عام 1941.
عرف نوري السعيد بمقدم قوة عسكرية من المهاجمين بغرض إلقاء القبض عليه، فتنكّر بزي امرأة ليتمكن من المرور من بين المهاجمين والحشود الملتفة حولهم، فاستقل سيارة انطلق بها إلى منطقة الكاظمية لاجئا إلى بيت صديقه الحاج محمود الاسترابادي التاجر الكبير وعميد عائلة الاسترابادي المعروفة، كما فعلها سابقا بعد ثورة 1941 حيث لجأ نوري السعيد إلى بيت الحاج محمود الاسترابادي خلال حركة رشيد عالي الكيلاني التي ساعدته على الانتقال خارج بغداد إلى محافظة العمارة وانتقل من هناك إلى خارج العراق مع الوصي عبد الإله ليتدبروا إسقاط حكومة الثورة يومذاك.
وبعد جلاء الموقف أمام القادة الجدد أدركوا مخاوفهم بأن هرب نوري السعيد المعروف بدهائه وحنكته سيسبب لهم مصاعب جمة وربما بأسلوبه واطلاعه على خبايا الأمور سيقنع الإنجليز بالإطاحة بالحكم الجمهوري الجديد. وفي مساء 14 تموز أعلن القائد المنفذ للحركة عبد السلام عارف مكافأة مالية للقبض على نوري السعيد، وبعد يوم من ذلك قام من جانبه عبد الكريم قاسم زعيم الحركة ورئيس وزرائها بتكرار إعلان ذلك، وتوالت إعلانات هرب نوري السعيد بشكل هستيري من خلال بيانات أذاعتها وزارة الداخلية من دار الإذاعة العراقية مما وجه اهتمام الشارع نحو البحث عن السعيد بشكل تراجيدي محموم، وأسقطت من يد السعيد كل محاولات الاختباء والهرب وبدأت تضيق الدائرة حول تحركاته، لقد كان هدفه أن لا يبقى مختبئا بل الفرار إلى خارج العراق ليتدبر أمر مقاومة النظام الجديد. ففي يوم 15 تموز انطلق على وجه السرعة تاركا خلفه بيت الاسترابادي في محاولة منه للتقدم بخطوة للأمام نحو خارج العراق متوجها نحو بيت الشيخ محمد العريبي عضو مجلس النواب وأحد المقربين في منطقة البتاويين وسط بغداد التي كانت تأن الفوضى التي تعج بها جراء سقوط النظام الملكي وانهيار الدولة، حيث امتزجت فيها مشاعر الفرح بنجاح الحركة وإعلان الجمهورية بالحزن جراء أعمال العنف والقتل العشوائي من قبل الدهماء.
توجه السعيد على عجل إلى البتاويين تعرف اليه أحد الشبان في منطقة الكاظمية وهو يروم الركوب في السيارة بعد أن انكشفت ملابسه التنكرية، أبلغ الشاب السلطات بتزويدها برقم السيارة المنطلقة. وبعد اجتياز عدد من الحواجز والطرقات الفرعية بصعوبة جمة، وصل إلى بيت البصام وتصحبه الحاجة زوجة الحاج محمود الاسترابادي للدلالة، وبعد ترجله من السيارة تعرفت المفارز الأمنية على السيارة فتمت ملاحقته وما لبث أن تطورت المواجهة إلى اشتباك بالأسلحة الخفيفة بين نوري السعيد وعناصر القوة الأمنية حيث أصابت رصاصة طائشة أثناء تبادل إطلاق النار، السيدة الاسترابادي واردتها قتيلة، في حين حوصر السعيد ولم يتمكن من دخول البيت أو الهرب عبر الأزقة المجاورة، وهنا اختلفت الروايات حول مصرع الباشا فإحدى الروايات تذكر بأنه أُصيب بعدد من الإطلاقات من قبل أحد عناصر القوة المهاجمة والتي أدت إلى وفاته، وتذكر رواية أخرى وردت في مذكرات الدكتور صالح البصام أحد اصدقاء نوري السعيد الشخصيين، بأنه عندما وجد نفسه محاصرا وأن مصيره سيكون مشابه لمصير الأمير عبد الإله أطلق على نفسه رصاصة الرحمة، كي لا يعطي فرصة لخصومه للإمساك به وإهانته وتعذيبه.
وهنالك رواية أخرى ضعيفة أوردها وصفي طاهر المرافق الياور لنوري سعيد والذي يعد من المقربين لعبد الكريم قاسم وذو الميول الماركسية بأنه وعندما وصل أسماع الحكومة بأنه عُثِر على نوري السعيد أرسلت وزارة الدفاع مفرزة عسكرية بإمرة العقيد وصفي طاهر للتحقق من ذلك، وعند وصول المفرزة أطلق النار عليه، وكأنه كان بانتظارهم طوال فترة وصول المعلومات للقيادة ومن ثم تجهيز المفرزة والذهاب إلى البتاويين البعيدة عن وزارة الدفاع ومن ثم الاستدلال على مكان الاشتباك، ويورد بعض الشهود من المتجمهرين بأنه وعندما وصل وصفي طاهر كان نوري السعيد قد مات منذ فترة وقام طاهر بإطلاق بعض الأعيرة النارية ابتهاجا بمصرع الباشا على مكان الحادث بضمنها جثة السعيد. وضعف هذه الرواية يكمن في أن وصفي طاهر كان الياور المرافق لنوري سعيد حتى قيام الجمهورية وبعد ترنح النظام الملكي وبوادر انتهائه تقرب للضباط الوطنيين وخصوصا عبد الكريم قاسم الذي عرف قبل حركة 1958 بأنه كان يلف حوله مجموعة من العناصر الشيوعية من مدنيين وعسكريين. وبقي طوال حكم قاسم مقربا منه وعينه المدعي العام للمحكمة العسكرية الخاصة مع ابن خالته ذو الاتجاه الشيوعي المقدم فاضل المهداوي رئيس المحكمة، والذين أُعدموا جميعاً في حركة 8 شباط 1963.
ودُفن نوري السعيد في مقبرة الكرخ بعد وضع جثته في قبو بوزارة الدفاع حيث كان يتواجد العميد عبد الكريم قاسم الذي بعد تأكده من وفاته أمر بنقل جثمانه إلى المستشفى ثم دائرة الطب العدلي لاستكمال الإجراءات الأصولية لدفنه. لقد مات نوري السعيد ولم يترك لأهله أي مبلغ من المال أو تركة يرثونها، وقامت الحكومة البريطانية بتخصيص مبلغ قليل لزوجته لا يكاد يكفي لسد رمقها.

## وصاياه في السياسة
يقول ناصر الدين النشاشيبي قلت للسعيد أن السياسة فن، لهُ حرمته وله قدسيته، وله مؤهلاته وشروطه؟ حدث الناس عن هذا الفن وعن هذه المؤهلات وعن تلك الشروط، تكلم!
وراح نوري السعيد باشا يتكلم:
- الوصية الأولى: اسأل نفسك: لماذا أريد أن أكون سياسياً ؟!

قبل أن تكون سياسيا، سل نفسك لماذا تريد أن تكون سياسياً، حدد أهدافك ومشروعاتك وادرس نواحي طاقتك على تحقيق هذه الأهداف والمشروعات، على السياسي واجبات تفوق حقوقه كمواطن، فهل فكرت في هذه الواجبات، السياسي مسؤول لرفع مستوى بلده ومعالجة قضاياه.
مسؤول عن اختيار المجالس النيابية وممارسة حقه الطبيعي في هذا السبيل، أن العمل السياسي خاضع لقدرة الإنسان على ممارسته، فهل درست طاقتك؟ لتضمن نجاحك!!
لا يكفي أن يقول الناس عنك أنك سياسي، بل عليك أن تضمن جوابك للناس إن تساءلوا:
ماذا يشغلك كسياسي؟ ما هي أمالك؟ أين جهودك؟ أين رأيك وصوتك؟ أين وسائلك لخدمة وطنك وأمتك؟ أين منهاجك؟
- الوصية الثانية: كن طموحاً.. من أجل بلدك!

لا نجاح لرجل السياسة إن لم يكن طموحاً، أقول الطموح ولا أقول الأنانية وأنادي بالتحفز وتبني الآمال الواسعة والتطلع إلى المستقبل بعزم وثقة واطمئنان لا يكفي لأن تقضي عمرك عضوا في حزب أو وزيراً في وزارة، لماذا لا تكون أنت زعيم الحزب، ورئيس الوزارة؟ يجب ان لا يغريك أو يعزيك وضع بلدك على ماهو عليه، بل يجب أن يكون لديك الطموح لتعمل على توسيع رفعة بلدك، على زيادة موارده، على رفع مستواه، على قبوله المكان الإسمي بين الدول في العالم.
إن الطموح عامل أساسي في حياة كل سياسي ناجح.. طموح ذاتي، وطموح عام لخير البلد، وخير العالم وخير الإنسانية.
- الوصية الثالثة: كن مضحياً مثل وزراء الإنكليز!

إن حياة السياسة كلها تضحيات، والسياسي الناجح هو الذي يرضى بأن يضحي بكل شيء في سبيل مبدأ، أو حزب، أو وطن!
في بلد كبريطانيا يتقاضى المحامي أضعاف أضعاف المرتب الذي يعطى لوزير، ومع ذلك يدخل الإنجليزي الوزارة عن طيب خاطر مضحياً بالمال.
إن حياة السياسة، وحياة الحكم، تحرمان السياسي من عضوية الشركات، من الأعمال الحرة من ميادين الاقتصاد من حياة الراحة والدعة وهدوء البال، من التمتع بالأمن والطمأنينة والسلامة أحياناً.. من رعاية أهله وأولاده وأقربائه، من ممارسة حقوقه في الاعتناء بصحته وأعصابه.
من تغذية روحه بتيارات العلم والأدب، والسياسي الناجح هو الذي يضحي بكل هؤلاء، في سبيل نجاحه كسياسي محترم.
- الوصية الرابعة: كن صريحاً ولا تكذب!

وعبس السياسي الثعلب وهو يقول: نعم، أقول هذا وأؤكده، والرأي القائل بأن السياسة كذب وتملق ونفاق رأي ضعيف، ليس منصفات الناجحين، السياسي الناجح هو السياسي الصريح الذي يستطيع أن يجاهر برأيه ولو كلفه ذلك تحمل ألوان الأذى والضيم والعذاب..!
السياسي الناجح هو من يقول لا، ويعني بها لا، ويقول نعم، ويعني بها نعم.
أما الغموض والبلبلة والكذب فليست من صفات السياسة، ولا من صفات الرجال!
- الوصية الخامسة: كن بنّاءً ولا تتذمر!

السياسة السلبية، سهلة، في استطاعة كل انسان أن يمارسها، اما سياسة الإيجاب فهي محك الساسة الناجحين!
لا يكفي ان تقول لا.. لا أريد..
بل عليك أن تحمل معول الهدم، بل عليك أن تعمل للبناء والإنشاء، لا يكفي أن تلغي وتنسف وتعارض وتنتقد، بل عليك أن تبادر إلى ضع الأسس إلى بناء شيء آخر مكانه.
- الوصية السادسة: تحمل المسؤولية ولا تكن من فئران السفينة!

لا مكان في سفينة السياسة الناجحة، لما يسمونهم بفئران السفينة، إذا غرقت هي، هربوا هم، إن الربان الناجح من يتحمل مسؤولية سفينته، ويسير بها إلى شاطئ السلامة، ويذلل ما يعترضها من أمواج ورياح وأعاصير، ويسهر على سلامة ركابها، ويتجه بها نحو مواطئ السلام. ويبذل في سبيل ضمان سيرها كل جهد وخبرة وذكاء!
فإذا تعرضت للغرق، كان آخر من يتركها وقد يغـرق معها.
إن الشعور بالمسؤولية وتحملها شيء ضروري، شيء عظيم في حياة السفينة.
- الوصية السابعة: السياسي الناجح.. سياسي شجاع؟

"ان كان للسياسي مبدأ قد اعتنقه.. فليجاهر به! هل هو معارض؟ هل هو مؤيد؟ ما لونه وحزبيته؟ لايجامل حيث النضال، ولا يخاتل حيث القتال، لا يتهرب ولا يهرب، ولا يدفن رأسه من الرمال. (وابتسم نوري السعيد من هذه السجمات) ثم قال: واذا تخلت عن السياسي شجاعته فقد تخلى عنه ايمانه، وتخلت عنه مبادئه .. بل أبرز نواحي خلقه وصفاته!.
- الوصية الثامنة: سياسة بلا ثقافة لا تضبط!

على رجل السياسة ان يقرأ.. كثيرا! يقرأ في كل شيء.. في الأدب والتاريخ والفلسفة والطبيعة والشعر وتراجم العظماء وتاريخ الفنون والموسيقى!
ان الثقافة «فيتامين» السياسي، وعموده الفقري: انها مؤنته في احاديثه ومنهله في خطبه، ومرجعه في ابحاثه، والسياسي الجاهل مهما كان ذكيا والمعيا وشعبيا ووطنيا.. لن يصل إلى النجاح ما دامت جعبته خالية من عنصر النجاح.. الثقافة!
- الوصية التاسعة: كن منتجاً.

إن الشرق غني بمجهولاته، فقير بإنتاجه، في بطون أرضه، تكمن الخيرات وعلى سطح أرضه يدب الجوع والعراء والجهل والمرض، إن العرب بحاجة إلى السياسي “المنتج” الذي يعمل على زياة كفاءات البلاد اقتصادياً ومالياً، والبلد الغني أكثر توفيقاً في سياسته، من البلد الفقير، الأخير يدفع أهله لاحتراف السياسة تأبطاً وتخبطاً والأولى أن يشغل أهله بمشروعات النور والخير والحياة، ويترك السياسة لأصحابها، نريد سياسياً منتجاً في بلاد فقيرة، نريدها أن تصبح غدا غنية.
- الوصية العاشرة:

فكر في وطنك قبل تفكيرك بحزبك!
إنها أمنية وليست وصية، أمنية أعيش بها وأرجو من الله أن يحققها لهذا الشرق العزيز، فليس على الله بكثير أن يهب العرب ساسة يفكرون في وطنهم قبل أن يفكروا في أنفسهم ويؤمنون بأمتهم قبل أن يؤمنوا بأحزابهم واشخاصهم، لو عرف العرب منزلتهم في العالم، وأدركوا حاجة الأمم إليهم وقدروا أهمية الدور الذي باستطاعتهم أن يمثلوه على المسرح السياسي لكان لهم اليوم شأن آخر ومنزلة أخرى، ولكن، أين من يوجه، ويخلص في التوجيه؟ أين من ينصح ويصدق في النصح، إن وضع العرب اليوم لا يبشر بخير، وضع كله استكانة وضعف وعدم مبالاة وضع لا تنفع فيه مشروعات الإعانات والإغاثات و”النقطة الرابعة” والخامسة والعاشرة، وفروض أمريكا وهبات هيئة الأمم فقبل ان نشق الطرق ونبني الجسور ونجفف المستنقعات علينا أن نبني الأخلاق ونجفف الضغائن.

## مؤلفاته
من مؤلفاته:
- أحاديث في الاجتماعات الصحفية.
- استقلال العرب ووحدتهم.
- محاضرات عن الحركات العسكرية للجيش العربي في الحجاز وسوريا.

## نوري السعيد في السينما والتليفزيون
1. مسلسل الباشا سنة 2008 بطولة عبد الخالق المختار.
2. مسلسل آخر الملوك سنة 2010 عن حياة الملك فيصل الثاني بطولة خليل فاضل خليل.. وقام بدور نوري السعيد الممثل طه علوان.

## وصلات خارجية
- نوري السعيد على موقع الموسوعة البريطانية (الإنجليزية)
- نوري السعيد على موقع مونزينجر (الألمانية)

## انظر
- صباح نوري السعيد
- زينة السعيد